# سيدني فاي بلايك
سيدني فاي بلايك (1892-1959) (بالإنجليزية: Sidney Fay Blake)‏ هو عالم نبات أمريكي.